# Mapa przeglądowa

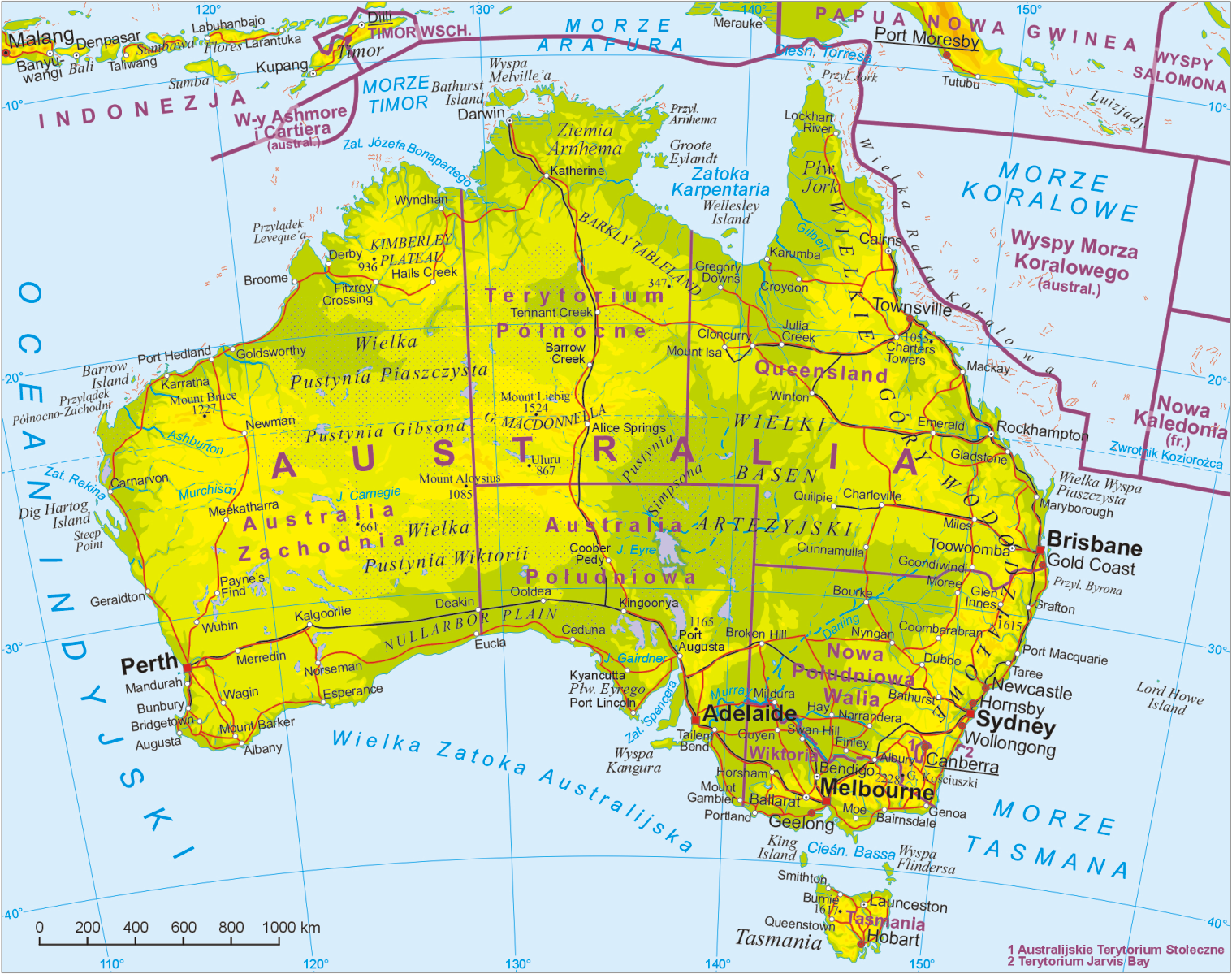
Przykład mapy przeglądowej

Mapy przeglądowe to mapy przedstawiające rozległe obszary, od części państw po całe kontynenty. Wykonywane są w  skali mniejszej niż 1:200 000 (skala 1:200 000 i większe odpowiadają mapom topograficznym), np.: 1:500 000 dla regionów kraju, 1:1 000 000 dla kraju, 1:5 000 000 dla regionów kontynentalnych, 1:25 000 000 dla kontynentów.